# Trofeo Matteotti 1978
Il Trofeo Matteotti 1978, trentatreesima edizione della corsa, si svolse il 30 luglio 1978 su un percorso di 230 km. La vittoria fu appannaggio dell'italiano Francesco Moser, che completò il percorso in 6h01'31", precedendo i connazionali Giovanni Battaglin e Mario Beccia.

## Ordine d'arrivo (Top 10)
| Pos. | Corridore          | Squadra                          | Tempo    |
| ---- | ------------------ | -------------------------------- | -------- |
| 1    | Francesco Moser    | Sanson                           | 6h01'31" |
| 2    | Giovanni Battaglin | Fiorella                         | a 3'04"  |
| 3    | Mario Beccia       | Sanson                           | s.t.     |
| 4    | Alfio Vandi        | Magniflex-Torpado                | s.t.     |
| 5    | Pierino Gavazzi    | Zonca-Santini-Chicago Jeans-Olmo | a 5'15"  |
| 6    | Alvaro Crespi      | Mecap-Selle Italia               | s.t.     |
| 7    | Valerio Lualdi     | Bianchi-Faema                    | s.t.     |
| 8    | Carmelo Barone     | Fiorella                         | s.t.     |
| 9    | Franco Conti       | Zonca-Santini-Chicago Jeans-Olmo | a 6'40"  |
| 10   | Alessio Antonini   | Selle Royal-Inoxpran             | a 8'17"  |